# 上原ゆかり
上原 ゆかり（うえはら ゆかり、1956年(昭和31年)7月11日 - ）は、日本の元女優。鹿児島県垂水市出身。幼少期に子役としてお茶の間の人気者となった。夫は写真家の奥正治（写真家としての名義は奥 舜）。

## 人物・来歴
4歳時から、テレビドラマなどで子役として芸能生活を開始。
1962年（昭和37年）に明治製菓（現・明治）の「マーブルチョコレート」のテレビコマーシャルに「マーブルちゃん」として出演したことによって知名度が上がり、テレビドラマや映画作品にも出演するようになった。
その後は、東京都立青山高等学校、東京女子大学短期大学部在学中も、学業と並行して芸能活動を行っていた。1979年に当時本名で活動していた写真家の奥正治（のちの奥舜）と結婚して、1985年に芸能界を引退。2006年の夫の死去後、宅建士の資格を取り、現在は不動産会社「アイ・ハウジング」の代表取締役。

## 主な出演作品

### 映画
- クレージー作戦 先手必勝（1963年、東宝） - 山形屋みゆき
- 社長外遊記（1963年、東宝） - 留子
- 続・社長外遊記（1963年、東宝） - 留子
- 団地七つの大罪（1964年、宝塚映画） - マリ子
- 駆逐艦雪風（1964年、佐野芸能プロダクション・松竹） - 手嶋京子
- 続・図々しい奴（1964年、東映） - 麻理耶
- 若い娘がいっぱい（1966年、東宝） - 依田恵子
- 五匹の紳士（1966年、松竹） - 巴
- 飛び出す人造人間キカイダー（1973年、東映） - 秋月ユカ
- 吾輩は猫である（1975年、芸苑社） - おさん
- くるみ割り人形（1979年、サンリオ） - マリー　※声優として出演
- 細雪（1983年、東宝） - お春

### テレビドラマ
- 赤とんぼの歌（1960年、KRT）
- 風雲黒潮丸（1961年、NET）
- エプロンおばさん（1963年、TBS）
- ちゃん（1964年、NHK）
- 大阪のおばちゃん（1964年、YTV）
- しゃあけえ大ちゃん（1964年、TBS）
- 甲州遊侠伝 俺はども安（1965年、CX）
- サザエさん（1965年、TBS） - 磯野ワカメ
- とし子さん 第12話 「ちいさな恋人」（1966年、国際放映 / TBS） - 関口志摩子
- 三匹の侍（CX）
  - 第4シリーズ 第7話「刺客」（1966年） - 千代
  - 第5シリーズ 第9話「鶴之助参る」（1967年） - 鶴之助
- 眠狂四郎 第1話（1967年、CX）
- 右門捕物帖 第2話「死神が招く」（1969年、NTV / 東宝）
- ポーラテレビ小説（TBS）
  - 花もめん（1970年） - コロッケ
  - 愛をひとつまみ（1981年） - 大久保圭子
- 隠密剣士 突っ走れ! 第4話「怪竜を追う信太郎」（1974年1月20日、TBS） - 奈美
- アイフル大作戦 第50話「殺人鬼と棲む女」（1974年3月23日、TBS）
- 長崎犯科帳 第11話「真夜中の逃亡者」（1975年6月15日、NTV） - おこう
- 必殺仕置屋稼業 第3話「一筆啓上紐が見えた」（1975年7月18日、ABC / 松竹） - おちさ
- 霧の湖 （1974年、NHK） - 主人公
- 影同心II 第6話「正体みたり枯尾花」（1975年、MBS / 東映） - 綾
- 大江戸捜査網 （12ch）
  - 第267話「偽装殺人の罠」（1976年10月30日） - おとき
  - 第301話「壮烈! 首領、暁に死す」（1977年） - おちか
- 青春の門（1976年、MBS）
- 江戸特捜指令 第14話「爆笑!欲が裏目の玉手箱」（1977年1月4日、MBS） - おえん
- 遠山の金さん 第1シリーズ第80話「八丁堀佐渡情話」（1977年、NET/東映） -おなか
- 破れ奉行 第25話「闇に消えた三億両」（1977年、ANB / 中村プロ） - お雪
- 桃太郎侍 第89話「家出した放蕩おやじ」（1978年、NTV） - お房
- 土曜ワイド劇場（ANB）
  - 純愛連続殺人・血塗られたウェディングドレス（1981年2月21日）
  - 江戸川乱歩の美女シリーズ(15) 鏡地獄の美女・江戸川乱歩の「影男」（1981年4月4日）
- 特捜最前線 第225話「チワワを連れた犯罪者!」（1981年9月9日、ANB / 東映）
- 太陽にほえろ!（NTV / 東宝）
  - 第494話「ジプシー刑事登場!」（1982年） - 寺田一美
  - 第575話「向い風」（1983年） - 浅川夫人
  - 第646話「うそ」（1985年） - 大塚雅子
- 刑事物語'85 第8話「団地切り裂き魔」（1985年6月2日、NTV / ユニオン映画）

### 吹き替え
- 出てこいキャスパー - キャスパー※フジテレビ版
- キャスパーと遊ぼう - キャスパー※フジテレビ版

## ディスコグラフィー
- 「植木等と上原ゆかりの童謡集 パパといっしょに」

植木等との合作、1963年10月31日発売。勁文社の総天然色レコード NO.58。3枚組ソノシート。
「パパといっしょに」「七つのこ」「ゆうやけこやけ」「おもちゃのマーチ」「とうりゃんせ」「しかられて」「かわいいさかなやさん」「おとなとこども」「いじめっこがないている」の9曲を収録。